# 日本乳化剤
日本乳化剤株式会社（にっぽんにゅうかざい、Nippon Nyukazai Co., LTd.）は、東京都中央区に本社を置く日本の化学品メーカーである。日本触媒の完全子会社である。

## 概要
乳化剤技術を活かした界面活性剤、特殊溶剤のグリコールエーテル、そしてアミン誘導体の3本の柱で事業を展開する化学メーカー。そのなかでも、グリコールエーテルは、業界トップクラスの品目を揃え、トイレタリーや塗料・インキ溶剤、電子材料、自動車用ブレーキ液、半導体製造の処理薬剤など、幅広い分野で使われている。

## 沿革
- 1953年（昭和28年）- 資本金500万円で設立。神奈川県川崎市の玉川工場で農薬「パラチオン」用の乳化剤「パラコール」やその他一般界面活性剤を生産開始。
- 1954年（昭和29年）
  - 三共（現・第一三共）の100％子会社となる。
  - 本社を東京都中央区銀座に移転。
- 1956年（昭和31年）- 埼玉県草加市に工場及び研究所を移設。
- 1960年（昭和35年）- ウレタンフォーム発泡触媒「アルキルモルホリン」を国産化。
- 1963年（昭和38年） 
  - 川崎市川崎区千鳥町に川崎工場を新設。
  - 高中沸点溶剤「ブチルグリコール」を生産開始。
- 1964年（昭和39年）
  - 大阪市中央区に大阪営業所開設。
  - 高中沸点溶剤「メチルグリコール」並びにアミノアルコール各種誘導体を生産開始。
- 1969年（昭和44年）
  - 草加工場を川崎工場内に統合。
  - 技術研究所を新設。
- 1970年（昭和45年）- 台湾に当社の技術指導により中日合成化学（股）を設立。
- 1973年（昭和48年）
  - 三共、米国エアプロダクツ社（現・エボニック）、日商岩井（現・双日）との合弁により「三共エアープロダクツ」を設立。
  - ウレタンフォーム発泡触媒「ダブコ（トリエチレンジアミン）」を国産化し、生産開始。
- 1976年（昭和51年）- 韓国に当社の技術指導により韓国乳化剤（韓農化成）を設立。
- 1997年（平成9年）- 茨城県の鹿島臨海工業地帯に鹿島工場を新設。
- 2000年（平成12年）- 本社を東京都中央区日本橋小舟町に移転。
- 2002年（平成14年）- 三共エアープロダクツに係る合弁を解消。
- 2008年（平成20年）
  - 大阪営業所を大阪市中央区に移転し、大阪支店に改称。
  - 日本触媒の100％子会社となる[2][3]。
- 2010年（平成22年）- 鹿島工場にグリコールエーテル連続製造設備増設。
- 2012年（平成24年）- 川崎工場にR&Dセンター/生産管理センターが完成。
- 2017年（平成29年）- 鹿島工場に総合管理棟完成

## 事業所
- 本社 - 東京都中央区
- 大阪支店 - 大阪府大阪市中央区
- 川崎事業所 - 神奈川県川崎市川崎区
  - 川崎工場
  - 技術研究所
- 鹿島工場 - 茨城県神栖市